# KSC Hasselt
Maillots
Dernière mise à jour : 17 mai 2011.
Le Koninklijke Sporting Club Hasselt est un ancien club de football belge basé à Hasselt, qui portait le matricule 37. Créé à l'origine en 1906, il s'est constitué via des fusions successives avec d'autres clubs de la ville. Il joue 74 saisons dans les divisions séries nationales belges, dont une en première division. En 2001, il fusionne avec le K. SK Kermt, alors en Division 3 pour former le K. SK Kermt-Hasselt. Le matricule 37 est alors radié.

## Histoire
En 1906, le club de gymnastique Excelsior de Hasselt ouvre une section football. Le club s'affilie à l'URBSFA le 9 août 1909, sous le nom Excelsior Football Club Hasselt. En 1911, le club atteint les séries nationales, et y reste jusqu'à la Première Guerre mondiale. Après la fin du conflit, le club revient en Promotion, à l'époque le second et plus bas niveau national, où il se maintient jusqu'en 1925. Un an plus tard, le club revient dans les séries nationales à la faveur de la création d'un nouveau troisième niveau, qui prend le nom de Promotion. Il reçoit le matricule 37 en décembre 1926.
Il joue à ce niveau jusqu'en 1930, quand il décroche le titre dans sa série et monte ainsi au niveau supérieur. Il obtient le titre de Société Royale la même année, soit un an plus tôt que ce qui était normalement prévu par la loi. En effet, lors de la sollicitation du titre de Société Royale le 5 juin 1930, le secrétaire du club affirme que le club existe depuis 1905, sur un papier dont l'en-tête mentionne « Fondé en 1906 ». L'expérience dure trois saisons avant que le club ne soit de nouveau relégué en Promotion. En 1938, il remporte à nouveau sa série de et retrouve la Division 1, second niveau national.
Le club joue à ce niveau jusqu'à une rétrogradation en 1951. L'année suivante, malgré une huitième place au classement, le club est relégué au niveau inférieur, la Promotion nouvellement créée. Il y reste jusqu'en 1955, mais termine dans les places descendantes et doit retourner en première provinciale. Après deux saisons, le club est de retour en Promotion.
En 1964, l'Excelsior fusionne avec un autre club de la ville, le Koninklijke Hasseltse Voetbalvereniging et prend le nom de Koninklijke Sporting Club Hasselt. Le club fusionné termine vice-champion de sa série la première saison, et champion la suivante, ce qui lui permet de remonter en Division 3. En 1977, le club est champion de sa série et retrouve la D2, 26 ans après l'avoir quittée. Deux ans plus tard, le club remporte le tour final, et rejoint la première division pour la première fois de son histoire.
Malgré les renforts de plusieurs joueurs d'expérience, comme Peter Ressel ou Horst Blankenburg, l'aventure en D1 ne dure qu'un an, Hasselt terminant dernier et relégué en D2. Le club s'y maintient jusqu'en 1989, année où il bascule à nouveau en troisième division. En 1996, il est relégué en Promotion, un niveau qu'il n'avait plus connu depuis 30 ans, pour cause de dettes impayées envers la fédération nationale. Deux ans plus tard, il est relégué sportivement en provinciales, après 41 saisons passées dans les divisions nationales.
En 2001, exsangue financièrement, le club fusionne avec le KSK Kermt, porteur du matricule 3245, alors en D3. Le matricule 37 est radié, le nouveau club conservant celui de Kermt, club sain et jouant à un niveau plus élevé.

## Résultats dans les divisions nationales
Statistiques clôturées, club disparu

### Palmarès
- 3 fois champion de Division 3 en 1930, 1938 et 1977.
- 1 fois champion de Promotion en 1966.

### Bilan
| Niv | Divisions     | Jouées | Titres | TM Up | TM Down |
| --- | ------------- | ------ | ------ | ----- | ------- |
| I   | 1re nationale | 1      | 0      |       |         |
| II  | 2e nationale  | 31     | 0      | 5     |         |
| III | 3e nationale  | 28     | 3      |       |         |
| IV  | 4e nationale  | 14     | 1      |       |         |
| V   | 5e nationale  | 0      | 0      |       |         |
|     |               |        |        |       |         |
|     | TOTAUX        | 74     | 4      | 5     | 0       |

- TM Up : test-match pour départager des égalités, ou toutes formes de Barrages ou de Tour final pour une montée éventuelle.
- TM Down : test-match pour départager des égalités, ou toutes formes de Barrages ou de Tour final pour le maintien.

### Classement saison par saison
| Ordre               | Saison  | Nom du club                                                                          | Niveau                                                                               | Classement final                                                                     | Remarques                                                                            |
| ------------------- | ------- | ------------------------------------------------------------------------------------ | ------------------------------------------------------------------------------------ | ------------------------------------------------------------------------------------ | ------------------------------------------------------------------------------------ |
| 1                   | 1911-12 | Excelsior FC Hasselt                                                                 | Promotion (D2)                                                                       | 9e/12                                                                                |                                                                                      |
| 2                   | 1912-13 | Excelsior FC Hasselt                                                                 | Promotion (D2)                                                                       | 9e/12                                                                                |                                                                                      |
| 3                   | 1913-14 | Excelsior FC Hasselt                                                                 | Promotion (D2)                                                                       | 11e/12                                                                               | Relégué                                                                              |
| séries régionales   |         |                                                                                      |                                                                                      |                                                                                      |                                                                                      |
| 4                   | 1921-22 | Excelsior FC Hasselt                                                                 | Promotion (D2)                                                                       | 9e/14                                                                                |                                                                                      |
| 5                   | 1922-23 | Excelsior FC Hasselt                                                                 | Promotion (D2)                                                                       | 10e/14                                                                               |                                                                                      |
| 6                   | 1923-24 | Excelsior FC Hasselt                                                                 | Promotion (D2) série A                                                               | 8e/14                                                                                |                                                                                      |
| 7                   | 1924-25 | Excelsior FC Hasselt                                                                 | Promotion (D2) série A                                                               | 12e/14                                                                               | Relégué                                                                              |
| séries régionales   |         |                                                                                      |                                                                                      |                                                                                      |                                                                                      |
| 8                   | 1926-27 | Excelsior FC Hasselt                                                                 | Promotion (D3) série B                                                               | 3e/14                                                                                |                                                                                      |
| 9                   | 1927-28 | Excelsior FC Hasselt                                                                 | Promotion (D3) série C                                                               | 8e/14                                                                                |                                                                                      |
| 10                  | 1928-29 | Excelsior FC Hasselt                                                                 | Promotion (D3) série C                                                               | 6e/14                                                                                |                                                                                      |
| 11                  | 1929-30 | Excelsior FC Hasselt                                                                 | Promotion (D3) série C                                                               | 1er/14                                                                               | Champion et promu                                                                    |
| 12                  | 1930-31 | R. Excelsior FC Hasselt                                                              | Division 1 (D2)                                                                      | 12e/14                                                                               |                                                                                      |
| 13                  | 1931-32 | R. Excelsior FC Hasselt                                                              | Division 1 (D2) série B                                                              | 8e/14                                                                                |                                                                                      |
| 14                  | 1932-33 | R. Excelsior FC Hasselt                                                              | Division 1 (D2) série B                                                              | 14e/14                                                                               | Relégué                                                                              |
| 15                  | 1933-34 | R. Excelsior FC Hasselt                                                              | Promotion (D3) série D                                                               | 9e/14                                                                                |                                                                                      |
| 16                  | 1934-35 | R. Excelsior FC Hasselt                                                              | Promotion (D3) série D                                                               | 4e/14                                                                                |                                                                                      |
| 17                  | 1935-36 | R. Excelsior FC Hasselt                                                              | Promotion (D3) série C                                                               | 2e/14                                                                                | [ saisons 1 ]                                                                        |
| 18                  | 1936-37 | R. Excelsior FC Hasselt                                                              | Promotion (D3) série C                                                               | 2e/14                                                                                | [ saisons 2 ]                                                                        |
| 19                  | 1937-38 | R. Excelsior FC Hasselt                                                              | Promotion (D3) série B                                                               | 1er/14                                                                               | Champion et promu                                                                    |
| 20                  | 1938-39 | R. Excelsior FC Hasselt                                                              | Division 1 (D2) série B                                                              | 10e/14                                                                               |                                                                                      |
|                     | 1939-41 | Compétitions interrompues                                                            | Compétitions interrompues                                                            | Compétitions interrompues                                                            | Compétitions interrompues                                                            |
| 21                  | 1941-42 | R. Excelsior FC Hasselt                                                              | Division 1 (D2) série A                                                              | 6e/14                                                                                |                                                                                      |
| 22                  | 1942-43 | R. Excelsior FC Hasselt                                                              | Division 1 (D2) série A                                                              | 10e/14                                                                               |                                                                                      |
| 23                  | 1943-44 | R. Excelsior FC Hasselt                                                              | Division 1 (D2) série B                                                              | 12e/14                                                                               |                                                                                      |
|                     | 1944-45 | Compétitions interrompues                                                            | Compétitions interrompues                                                            | Compétitions interrompues                                                            | Compétitions interrompues                                                            |
| 24                  | 1945-46 | R. Excelsior FC Hasselt                                                              | Division 1 (D2) série B                                                              | 7e/18                                                                                |                                                                                      |
| 25                  | 1946-47 | R. Excelsior FC Hasselt                                                              | Division 1 (D2) série A                                                              | 13e/17                                                                               | Barrage                                                                              |
| 26                  | 1947-48 | R. Excelsior FC Hasselt                                                              | Division 1 (D2) série B                                                              | 8e/16                                                                                |                                                                                      |
| 27                  | 1948-49 | R. Excelsior FC Hasselt                                                              | Division 1 (D2) série A                                                              | 12e/16                                                                               |                                                                                      |
| 28                  | 1949-50 | R. Excelsior FC Hasselt                                                              | Division 1 (D2) série B                                                              | 8e/16                                                                                |                                                                                      |
| 29                  | 1950-51 | R. Excelsior FC Hasselt                                                              | Division 1 (D2) série A                                                              | 16e/16                                                                               | Relégué                                                                              |
| 30                  | 1951-52 | R. Excelsior FC Hasselt                                                              | Promotion (D3) série D                                                               | 8e/16                                                                                | Relégué                                                                              |
| 31                  | 1952-53 | R. Excelsior FC Hasselt                                                              | Promotion série C                                                                    | 5e/16                                                                                |                                                                                      |
| 32                  | 1953-54 | R. Excelsior FC Hasselt                                                              | Promotion série B                                                                    | 12e/16                                                                               |                                                                                      |
| 33                  | 1954-55 | R. Excelsior FC Hasselt                                                              | Promotion série A                                                                    | 14e/16                                                                               | Relégué                                                                              |
| séries provinciales |         |                                                                                      |                                                                                      |                                                                                      |                                                                                      |
| 34                  | 1957-58 | R. Excelsior FC Hasselt                                                              | Promotion série D                                                                    | 5e/16                                                                                |                                                                                      |
| 35                  | 1958-59 | R. Excelsior FC Hasselt                                                              | Promotion série D                                                                    | 6e/16                                                                                |                                                                                      |
| 36                  | 1959-60 | R. Excelsior FC Hasselt                                                              | Promotion série B                                                                    | 13e/16                                                                               |                                                                                      |
| 37                  | 1960-61 | R. Excelsior FC Hasselt                                                              | Promotion série C                                                                    | 10e/16                                                                               |                                                                                      |
| 38                  | 1961-62 | R. Excelsior FC Hasselt                                                              | Promotion série D                                                                    | 6e/16                                                                                |                                                                                      |
| 39                  | 1962-63 | R. Excelsior FC Hasselt                                                              | Promotion série C                                                                    | 9e/16                                                                                |                                                                                      |
| 40                  | 1963-64 | R. Excelsior FC Hasselt                                                              | Promotion série C                                                                    | 7e/16                                                                                |                                                                                      |
| 41                  | 1964-65 | K. SC Hasselt                                                                        | Promotion série C                                                                    | 2e/16                                                                                | [ saisons 5 ]                                                                        |
| 42                  | 1965-66 | K. SC Hasselt                                                                        | Promotion série B                                                                    | 1er/16                                                                               | Champion et promu                                                                    |
| 43                  | 1966-67 | K. SC Hasselt                                                                        | Division 3 série B                                                                   | 13e/16                                                                               |                                                                                      |
| 44                  | 1967-68 | K. SC Hasselt                                                                        | Division 3 série A                                                                   | 4e/16                                                                                |                                                                                      |
| 45                  | 1968-69 | K. SC Hasselt                                                                        | Division 3 série A                                                                   | 5e/16                                                                                |                                                                                      |
| 46                  | 1969-70 | K. SC Hasselt                                                                        | Division 3 série B                                                                   | 12e/16                                                                               |                                                                                      |
| 47                  | 1970-71 | K. SC Hasselt                                                                        | Division 3 série A                                                                   | 5e/16                                                                                |                                                                                      |
| 48                  | 1971-72 | K. SC Hasselt                                                                        | Division 3 série B                                                                   | 3e/16                                                                                |                                                                                      |
| 49                  | 1972-73 | K. SC Hasselt                                                                        | Division 3 série A                                                                   | 5e/16                                                                                |                                                                                      |
| 50                  | 1973-74 | K. SC Hasselt                                                                        | Division 3 série A                                                                   | 7e/16                                                                                |                                                                                      |
| 51                  | 1974-75 | K. SC Hasselt                                                                        | Division 3 série B                                                                   | 10e/16                                                                               |                                                                                      |
| 52                  | 1975-76 | K. SC Hasselt                                                                        | Division 3 série B                                                                   | 3e/16                                                                                |                                                                                      |
| 53                  | 1976-77 | K. SC Hasselt                                                                        | Division 3 série B                                                                   | 1er/16                                                                               | Champion et promu                                                                    |
| 54                  | 1977-78 | K. SC Hasselt                                                                        | Division 2                                                                           | 9e/16                                                                                |                                                                                      |
| 55                  | 1978-79 | K. SC Hasselt                                                                        | Division 2                                                                           | 5e/16                                                                                | Promu via tour final                                                                 |
| 56                  | 1979-80 | K. SC Hasselt                                                                        | Division 1                                                                           | 18e/18                                                                               | Relégué                                                                              |
| 57                  | 1980-81 | K. SC Hasselt                                                                        | Division 2                                                                           | 4e/16                                                                                | Tour final                                                                           |
| 58                  | 1981-82 | K. SC Hasselt                                                                        | Division 2                                                                           | 3e/16                                                                                | Tour final                                                                           |
| 59                  | 1982-83 | K. SC Hasselt                                                                        | Division 2                                                                           | 3e/16                                                                                | Tour final                                                                           |
| 60                  | 1983-84 | K. SC Hasselt                                                                        | Division 2                                                                           | 2e/16                                                                                | Tour final                                                                           |
| 61                  | 1984-85 | K. SC Hasselt                                                                        | Division 2                                                                           | 12e/16                                                                               |                                                                                      |
| 62                  | 1985-86 | K. SC Hasselt                                                                        | Division 2                                                                           | 8e/16                                                                                |                                                                                      |
| 63                  | 1986-87 | K. SC Hasselt                                                                        | Division 2                                                                           | 6e/16                                                                                |                                                                                      |
| 64                  | 1987-88 | K. SC Hasselt                                                                        | Division 2                                                                           | 10e/16                                                                               |                                                                                      |
| 65                  | 1988-89 | K. SC Hasselt                                                                        | Division 2                                                                           | 16e/16                                                                               | Relégué                                                                              |
| 66                  | 1989-90 | K. SC Hasselt                                                                        | Division 3 série B                                                                   | 7e/16                                                                                |                                                                                      |
| 67                  | 1990-91 | K. SC Hasselt                                                                        | Division 3 série B                                                                   | 6e/16                                                                                |                                                                                      |
| 68                  | 1991-92 | K. SC Hasselt                                                                        | Division 3 série B                                                                   | 6e/16                                                                                |                                                                                      |
| 69                  | 1992-93 | K. SC Hasselt                                                                        | Division 3 série B                                                                   | 6e/16                                                                                |                                                                                      |
| 70                  | 1993-94 | K. SC Hasselt                                                                        | Division 3 série B                                                                   | 12e/16                                                                               |                                                                                      |
| 71                  | 1994-95 | K. SC Hasselt                                                                        | Division 3 série B                                                                   | 10e/16                                                                               |                                                                                      |
| 72                  | 1995-96 | K. SC Hasselt                                                                        | Division 3 série B                                                                   | 9e/16                                                                                | Retrogradé                                                                           |
| 73                  | 1996-97 | K. SC Hasselt                                                                        | Promotion série C                                                                    | 12e/16                                                                               |                                                                                      |
| 74                  | 1997-98 | K. SC Hasselt                                                                        | Promotion série C                                                                    | 15e/16                                                                               | Relégué                                                                              |
| séries provinciales |         |                                                                                      |                                                                                      |                                                                                      |                                                                                      |
| X                   | 2001    | Fusion avec le KSK Kermt pour former le KS Kermt-Hasselt, le matricule 37 est radié. | Fusion avec le KSK Kermt pour former le KS Kermt-Hasselt, le matricule 37 est radié. | Fusion avec le KSK Kermt pour former le KS Kermt-Hasselt, le matricule 37 est radié. | Fusion avec le KSK Kermt pour former le KS Kermt-Hasselt, le matricule 37 est radié. |